# 良暹

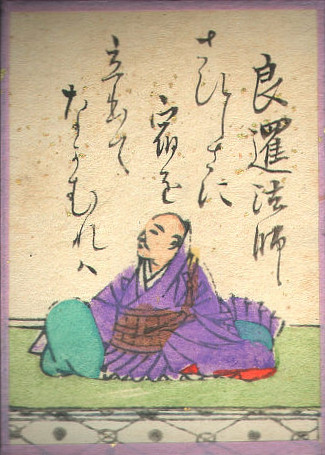
良暹

良暹（りょうぜん、生没年不詳）は、平安時代中期の僧・歌人。
出自・経歴については不明であるが、比叡山（天台宗）の僧で祇園別当となり、その後大原に隠棲し、晩年は雲林院に住んだといわれている。一説では、康平年間（1058年 - 1065年）に68歳ぐらいで没したともいわれている。
歌人の友として、賀茂成助・津守国基・橘為仲・素意法師などがいた。1038年（長暦2年）9月の「権大納言師房家歌合」などいくつかの歌合に出詠している。「良暹打聞」という私撰集を編んだというが現存していない。
歌は「後拾遺和歌集」以下の勅撰和歌集に入集している。

## 百人一首
- 70番 さびしさに 宿をたち出でて ながむれば いづこも同じ 秋の夕暮れ 良暹法師（「後拾遺和歌集」秋上333）